# Navzdory básník zpívá
Navzdory básník zpívá je historický román (středověká epopej) české spisovatelky Jarmily Loukotkové, vydaný roku 1957. Příběh se odehrává v 15. století a pojednává o životě francouzského básníka Françoise Villona.
Text knihy je proložen Villonovými básněmi v překladu Jarmily Loukotkové a útržky středověké studentské poezie.

## Děj
Děj románu se odehrává ve Francii po skončení stoleté války.
Františkův otec (jménem Montcorbier) a těhotná matka přicházejí z venkova zpuštošeného válkou hledat své štěstí v Paříži. Tam však tou dobou řádí morová epidemie, která skolí i Františkova otce. Matky s malým dítětem se ujímá kanovník Villon, který pošle talentovaného Františka studovat na Sorbonu. František ho oslovuje jako "strýce" a přebírá jeho jméno.
František je premiantem, díky svému vtipu a básnickému talentu je oblíben i u vyšší společnosti, pravidelně dochází do domu pařížského místodržitele Roberta d'Estouteville. Pohybuje se však i na druhé straně společenského žebříčku – mezi studenty a spodinou v krčmách. V tomto prostředí se cítí, že sem patří. Jeho básně, přestože píše převážně o chudobě a problémech obyčejných lidí, však milují všichni a zpívá si je celá Paříž.
Mezi studenty a pařížskou policií panují neustálé rozpory trvající od nepaměti. Vyvrcholí událostmi po krádeži Ďáblova patníku, kdy policie napadne pokojný průvod studentů a několik jich zabije. Spor je řešen až u krále, delegace se účastní i František, coby zástupce studentů.
Na setkání v domě místodržitele dochází i krásná Kateřina de Vauselles, které se vtipný a pohledný František líbí. Do Kateřiny je však zamilován Filip Charmoye, kněz od Matky Boží. Na Františka zoufale žárlí. V den svátku Božího těla Františka napadne nožem a František ho v sebeobraně smrtelně zraní. Utíká proto z Paříže, stává se členem tajné zločinecké organizace - Ulity. Podává si dvě žádosti o milost, král mu ji udělí a František se vrací do milované Paříže.
František chce začít nový život. Najde si práci u písaře, zamiluje se do Kateřiny, kterou prve pohrdal. Scházejí se a jsou šťastni. Ale do Kateřiny je majetnicky zamilovaný i malíř Noel Joliz. Chce, aby se Kateřina za něj provdala, a tak se snaží zjistit pravý důvod Františkova odchodu z Paříže. Pravdu nakonec vypátrá, řekne ji Kateřině. Ta je zoufalá a s Františkem se rozchází. Ten je jak tělo bez duše. Je smutný a zklamaný a navíc si utržil velkou ostudu před celou Paříží, kterou mu způsobil malíř Joliz. Rozhodne se odejít z Paříže, ale ještě předtím s kamarády vykrade theologickou fakultu.
František je na útěku, toulá se po Francii. Na pokraji sil zavítá ke dvoru vévody Orleánského, králova bratrance. Okouzlí celé vévodství svým vtipem a básněmi a stane se vévodovým básníkem.
U vévodova dvora se zamiluje do krásné šestnáctileté Italky Leonory. Myslí si, že je šťastný a v bezpečí, ale jeho zločin pronikl i sem. Dostává zprávu, že jeho přítel, který se také účastnil vyloupení theologické fakulty, bude popraven. Odjíždí okamžitě do Paříže, kde sleduje jeho smrt. Vrací se na zámek smutný, ale oddává se Leonoře. Osud je k němu však opět tvrdý – Leonora umírá na zápal plic. Nemoc si přivodila sama, když vyběhla v noci do deště, aby se nachladila, nemusela se vracet do Itálie a mohla zůstat s Františkem.
František odchází. Tam baví lidi, tu provede nějakou tu lumpárnu. A jednoho dne se ocitne ve vězení za údajné znásilnění a za krádež. Františka čeká poprava, ale díky králově dceři dostane milost. Přichází ke dvoru Jana Bourbonského, který se marně snaží napodobit vznešenost dvora vévody Orleánského, proto přijímá Františka jako básníka. Zde František potkává biskupa Tybalta d'Aussigny, který ho podezřívá z krádeže v theologické fakultě. František utíká, ale biskup ho krátce na to dopadne, nechává mučit a odsuzuje k smrti. Opět zasáhne štěstěna, František je znovu omilostněn. Nějakou dobu se skrývá na statku strýce Villona, než je jeho zločin promlčen.
Zničený a zestárlý prožitými útrapami se vrací do Paříže. Potkává Kateřinu, obklopenou dětmi a očividně nešťastnou v manželství s Noelem. Noel však umírá a František doufá v lepší budoucnost. Náhodou se připlete do rvačky a je znovu odsouzen k smrti. Jeho právník však poukáže na chybu v procesu a Františkovým trestem je "pouze" vyhnání z Paříže na dlouhých 10 let.
Je mrazivá noc, sněží a František se zdravím podlomeným tuberkulózou opouští brány milovaného města…